# 黄金の賞品
『黄金の賞品』（おうごんのしょうひん、原題：A Prize of Gold）は、1955年に公開されたイギリスの映画。監督はマーク・ロブソン。

## スタッフ
- 監督：マーク・ロブソン
- 製作：フィル・C・サミュエル
- 製作総指揮= アーヴィング・アレン、アルバート・R・ブロッコリ
- 脚本：ロバート・バックナー、ジョン・パクストン
- 原作：マックス・カットー
- 撮影：テッド・ムーア
- 音楽：マルコム・アーノルド
- 編集：ビル・ルースウェイト

## キャスト
| 役名               | 俳優                     | 日本語吹替 |
| 役名               | 俳優                     | TV版       |
| ------------------ | ------------------------ | ---------- |
| ジョー・ローレンス | リチャード・ウィドマーク | 大塚周夫   |
| マリア             | マイ・ゼッタリング       | 来宮良子   |
| ブライアン・ハメル | ナイジェル・パトリック   | 諏訪孝二   |
| ロジャー・モリス   | ジョージ・コール         | 納谷六朗   |
| ストラットン       | ドナルド・ウォルフィット |            |
| コンラッド         | アンドリュー・レイ       |            |
| ザックマン         | カレル・ステパネク       |            |
| テックス           | ロバート・エアーズ       |            |
| フィッシャー       | エリック・ポールマン     |            |

- TV版：初回放送 1969年5月23日 TBS『金曜ロードショー』